# 大洲料金所

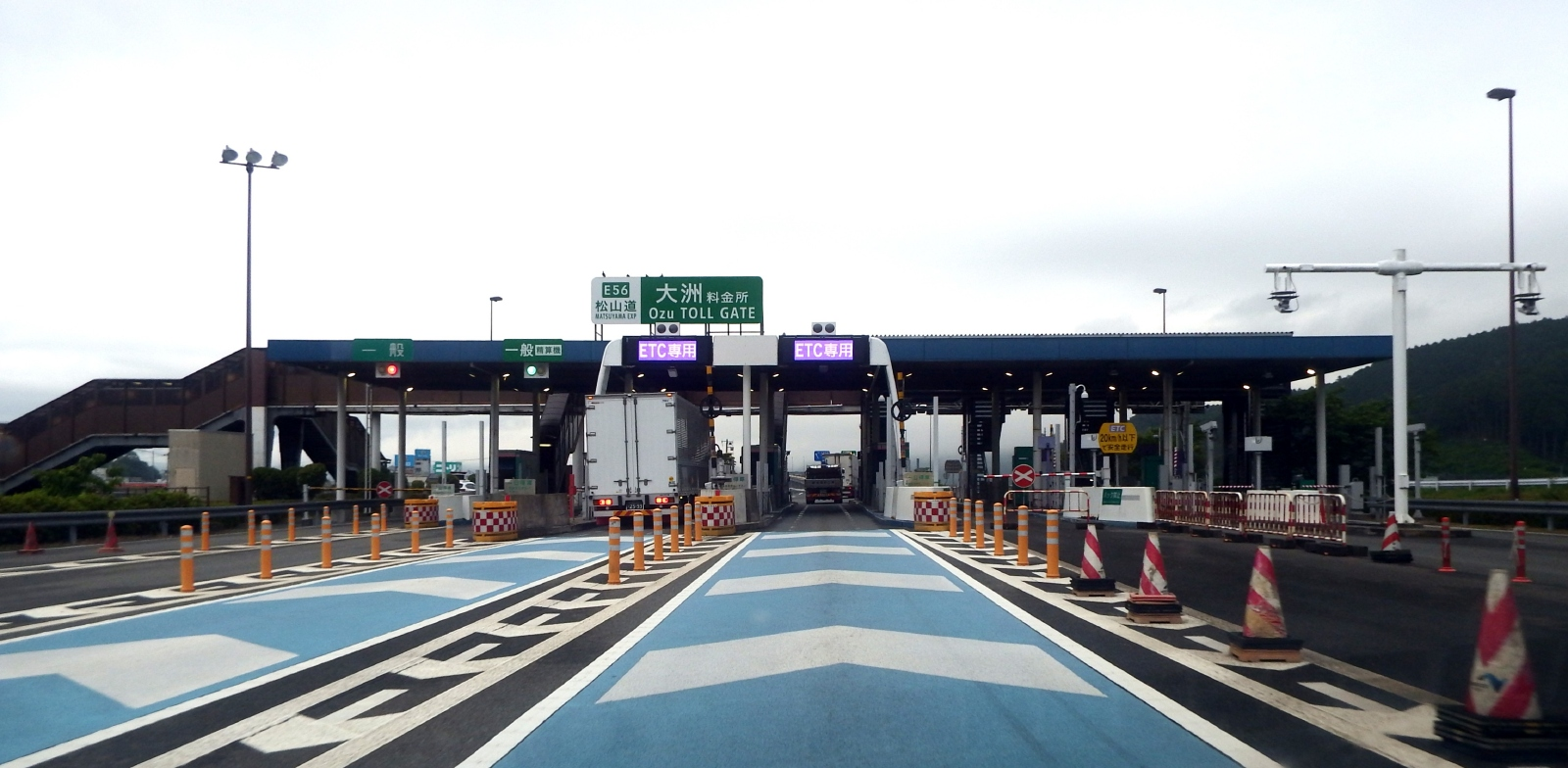
下り線

大洲料金所（おおずりょうきんじょ）は、愛媛県大洲市新谷にある、松山自動車道の本線料金所である。

## 概要
大洲IC - 大洲北只IC間は、料金が無料の高速自動車国道に並行する一般国道自動車専用道路の大洲道路であるため、当料金所が設置されている。

## 歴史
- 2000年（平成12年）7月28日 : 伊予IC - 大洲IC間の開通に伴い供用開始し[1]、松山自動車道と松山自動車道を含む四国縦貫自動車道が全線開通[2]。

## 料金所
- ブース数 : 6

### 川之江JCT・松山IC方面
- ブース数 : 2
  - 2ブースともETC専用および一般またはETC・一般の可変式ブース

### 大洲IC・宇和島北IC方面
- ブース数 : 4
  - ETC専用および一般またはETC・一般の可変式ブース : 2
  - 一般 : 2

## 隣
E56 松山自動車道
(15) 内子五十崎IC - 大洲TB - (16) 大洲IC